# Faxälven
Faxälven är en fjällälv i Sollefteå kommun, Jämtland och Ångermanland. Den är högerbiflöde till Ångermanälven. 
Älven har en total längd på omkring 400 km (inklusive källflöden). Dess källa är Ströms Vattudal i Jämtland, Strömsunds kommun, och den mynnar i Ångermanälven i Eds socken cirka fem km uppströms Sollefteå. Genom bifurkationen Vängelälven rinner en del vatten över från Faxälven till grannälven Fjällsjöälven, också den i Ångermanälvens vattensystem.

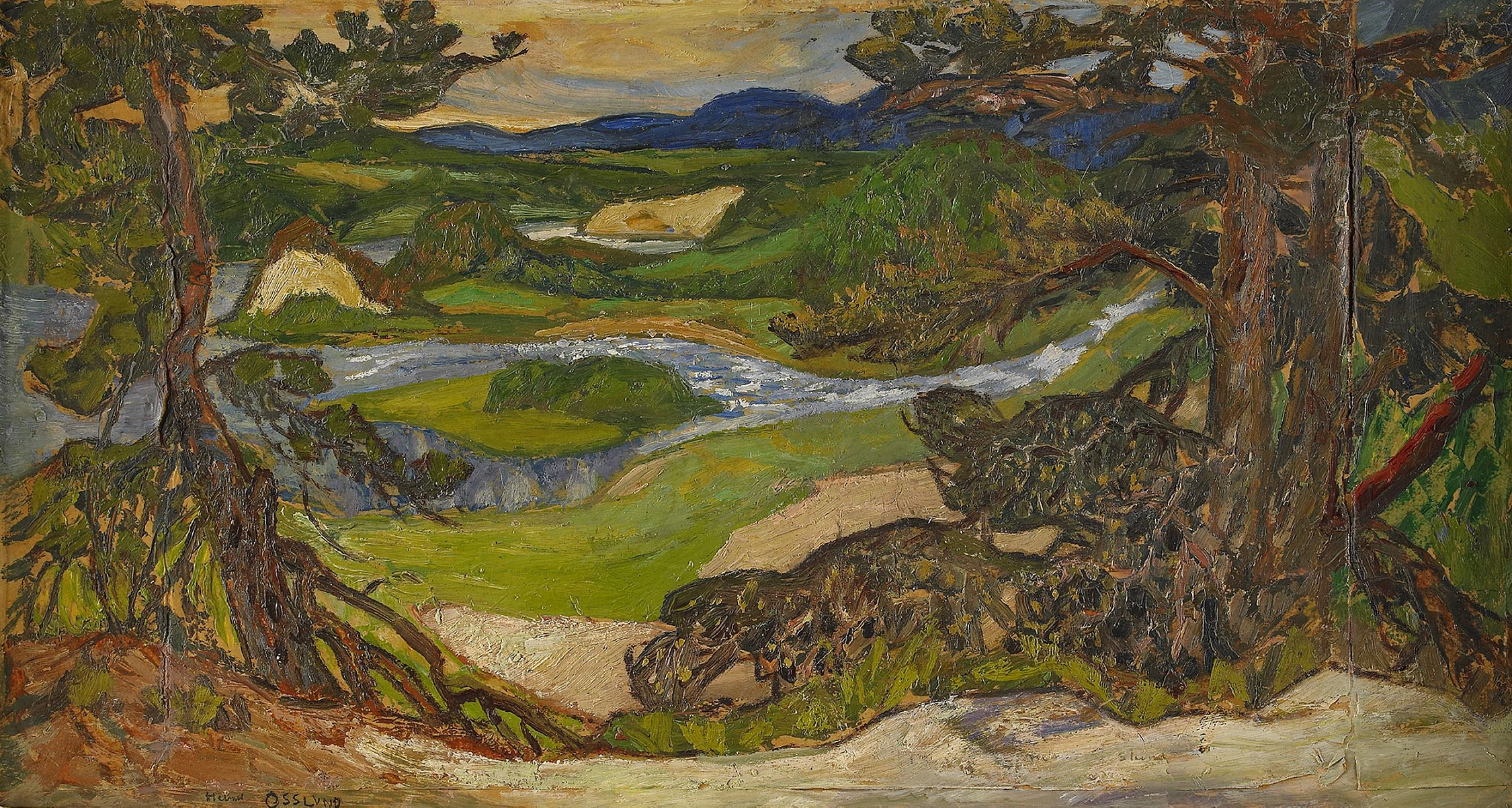
Sommarafton vid Faxälven av Helmer Osslund.

## Etymologi
Namnet innehåller i förleden en motsvarighet till fornvästnordiska fax som betyder 'manen på en häst'. Fax syftar här på det upprörda vattnet i forsarna, där vågornas skum liknats vid hästarnas manar
.

## Biflöden
- Långsjöån
  - Björssjöån*
- Ledingsån
  - Finnån
    - Runån*
    - Källån*
- Gröningsån
- Gideån
  - Stensjöån
  - Jämtmyrån
- Edslan
  - Björkån*
- Valasjöån
- Nässjöån
- Lafsan
  - Lugnan*
    - Grytån
      - Kvarnbrännån*
        - Kängsjöån*
          - Isbillån*

    - Rensjöån
    - Vikån*
- Frostan
- Kvarnån
- Länglingsån
- Hostån
- Nyfloån
- Edsån
  - Tällån*
  - Renån*
    - Svanavattenån
    - Rusvattenån
- Klövån
- Allån
- Jougdån
- Ringsjöån
- Fiskån
- Dunnerån
- Hällingsån
  - Tvärån
  - Avansbäcken
- Muruån
  - Leivbakkelva
- Blåsjöälven*
  - Bjurälven*
  - Lejarälven*